# Psylliodes circumdatus
Psylliodes circumdatus là một loài bọ cánh cứng trong họ Chrysomelidae. Loài này được Redtenbacher miêu tả khoa học năm 1842.